# Knjige u 2008.
◄◄ | ◄ | 2005. | 2006. | 2007. | 2008.  | 2009. | 2010. | 2011. | ► | ►►
Arhitektura • Astronautika • Astronomija • Biologija • Film • Fotografija • Glazba • Kazalište • Kemija • Kiparstvo • Knjige • Književnost • Kršćanstvo • Meteorologija • Medicina • Planinarstvo • Politika • Pravo • Promet • Slikarstvo • Strip • Šport • Televizija • Znanost • Zrakoplovstvo • Željeznički promet
Knjige u 2008.

## Svijet
- Flat Earth: The History of an Infamous Idea, Christine Garwood. ISBN 978-0-312-38208-7

## Hrvatska i u Hrvata

### A
- Alabama Song, Gilles Leroy. Prevoditelj: Ana Prpić. Nakladnik: Disput. Broj stranica: 176. Biografije i memoari. ISBN 978-953-260-070-4
- Aleksandar & Alestrija, Shan Sa. Prevoditelj: Anja Jović. Nakladnik: Vuković & Runjić. Broj stranica: 208. Ljubavni romani. ISBN 978-953-286-007-5 nevaljani ISBN
- Atlas oblaka, David Mitchell. Prevoditelj: Saša Stančin. Nakladnik: Vuković & Runjić. Broj stranica: 480. Krimići i trileri, Horor, fantastika i SF. ISBN 978-953-286-005-4

### B
- Baba Jaga je snijela jaje, Dubravka Ugrešić. Nakladnik: Vuković & Runjić. Broj stranica: 320. Beletristika. ISBN 978-953-286-010-8
- Bajke barda Beedlea, J. K. Rowling. Prevoditelj: Dubravka Petrović. Nakladnik: Algoritam. Broj stranica: 128. Dječje knjige, Horor, fantastika i SF. ISBN 978-953-220-807-8
- Bartleby i družba, Enrique Vila-Matas. Prevoditelj: Andreja Jakuš. Nakladnik: Edicije Božičević. Broj stranica: 180. Beletristika. ISBN 953-675-137-2
- Biografija gladi, Amélie Nothomb. Prevoditelj: Ana Kolesarić. Nakladnik: Vuković & Runjić. Broj stranica: 200. Biografije i memoari. ISBN 978-953-286-015-3

### C
- Centimetar od sreće, Marinko Koščec. Nakladnik: Profil. Broj stranica: 294. Beletristika. ISBN 978-953-12-0907-6

### J
- Jelen - Lov na jelensku divljač, Vladimir Dimitrijević. Izdavač: Stanek. Broj stranica: 168. ISBN 978-953-6926-60-2

### S
- Srnjak - Lov na srneću divljač, Gert G. von Harling. Izdavač: Stanek. Broj stranica: 127. ISBN 978-953-6926-58-9

### Ž
- Žitarice, Jadranka Boban Pejić. Izdavač: Planetopija. Broj stranica: 64. Kuharice. ISBN 978-953-257-011-3

## Vanjske poveznice
|  | Zajednički poslužitelj ima još gradiva o temi Knjige iz 2008. |